# Pacaraos
O Distrito peruano de Pacaraos é um dos doze distritos que formam a Província de Huaral, situada na Região de Lima.

## Transporte
O distrito de Pacaraos é servido pela seguinte rodovia:
- LM-107, que liga a cidade ao distrito de Checras
- PE-20C, que liga o distrito de Aucallama à cidade de Huayllay (Região de Pasco) [2][3][4]